# Hôpital Émile-Roux

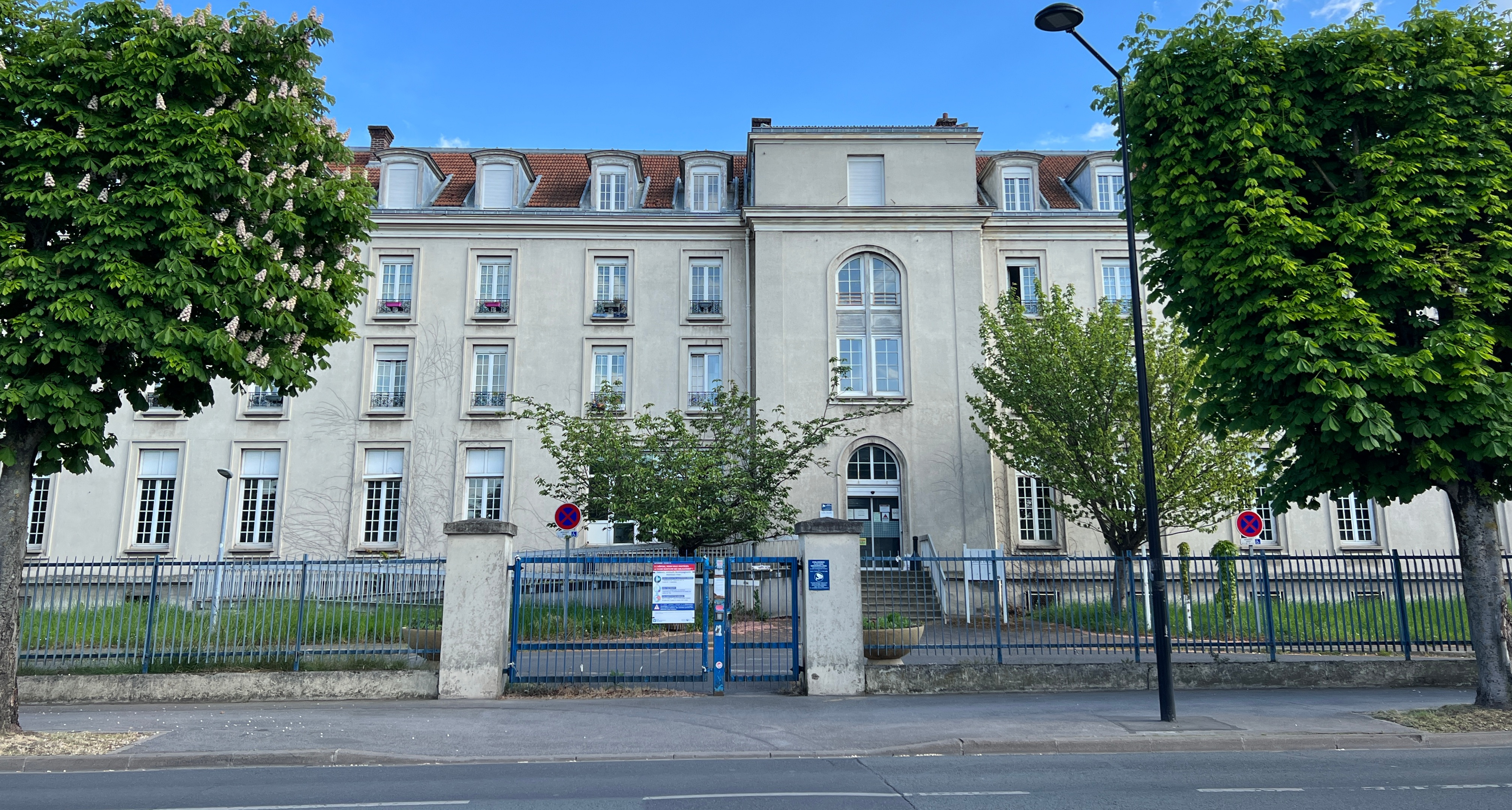
Hôpital Émile-Roux

Das Hôpital Émile-Roux ist ein öffentliches Krankenhaus der Assistance publique – Hôpitaux de Paris (AP-HP) in Limeil-Brévannes (Val-de-Marne). Neben geriatrischen Stationen besitzt das Haus auch eine Station für den Entzug von Suchtmitteln.